# Kamenný kříž (Varhošť)
Kamenný kříž u Varhoště, nazývaný také Hausnerův kříž, je torzo kamenného kříže, které se nachází vedle polí u cesty do bývalé zaniklé německé obce Varhošť (německy Haslicht) v pohoří Oderské vrchy ve vojenském újezdu Libavá v okrese Olomouc v Olomouckém kraji. Na kuželovém podstavci kříže je umístěna kamenná deska na které se nachází zachovalý německý nápis s textem, který vyzývá kolemjdoucí k zamyšlení. Kříž byl vztyčen v roce 1931 a pořídila jej tehdejší místní rodina Hausnerova. Po stranách stojí dva vzrostlé kaštany. Kamennou desku s nápisem dodala olomoucká kamenická firma Jaroslava Leo Urbana. Po vyhnání Němců z Československa a vzniku vojenského prostoru byl kříž zničen a podle stavu z roku 2021 je částečně renovovaný.

## Nápis
| „ | Wohin mein lieber wandersmann Bleib doch ein wenig stehn Betrachte Jesu blutgen schweiss. Dann gehe weiter deine reiss. Errichtet von familie Hausner 1931 J. L. Urban | “ |

V českém překladu
| „ | Kam spěcháš, můj milý poutníku, zůstaň alespoň chvíli stát, pohleď na Ježíše potícího krev a pak jdi dál svou cestou. Pořídila rodina Hausnerova 1931 J. L. Urban | “ |

## Další informace
Protože se místo nachází ve vojenském prostoru, je bez povolení veřejnosti nepřístupné. Může být přístupné v rámci cykloturistické akce Bílý kámen.

## Galerie

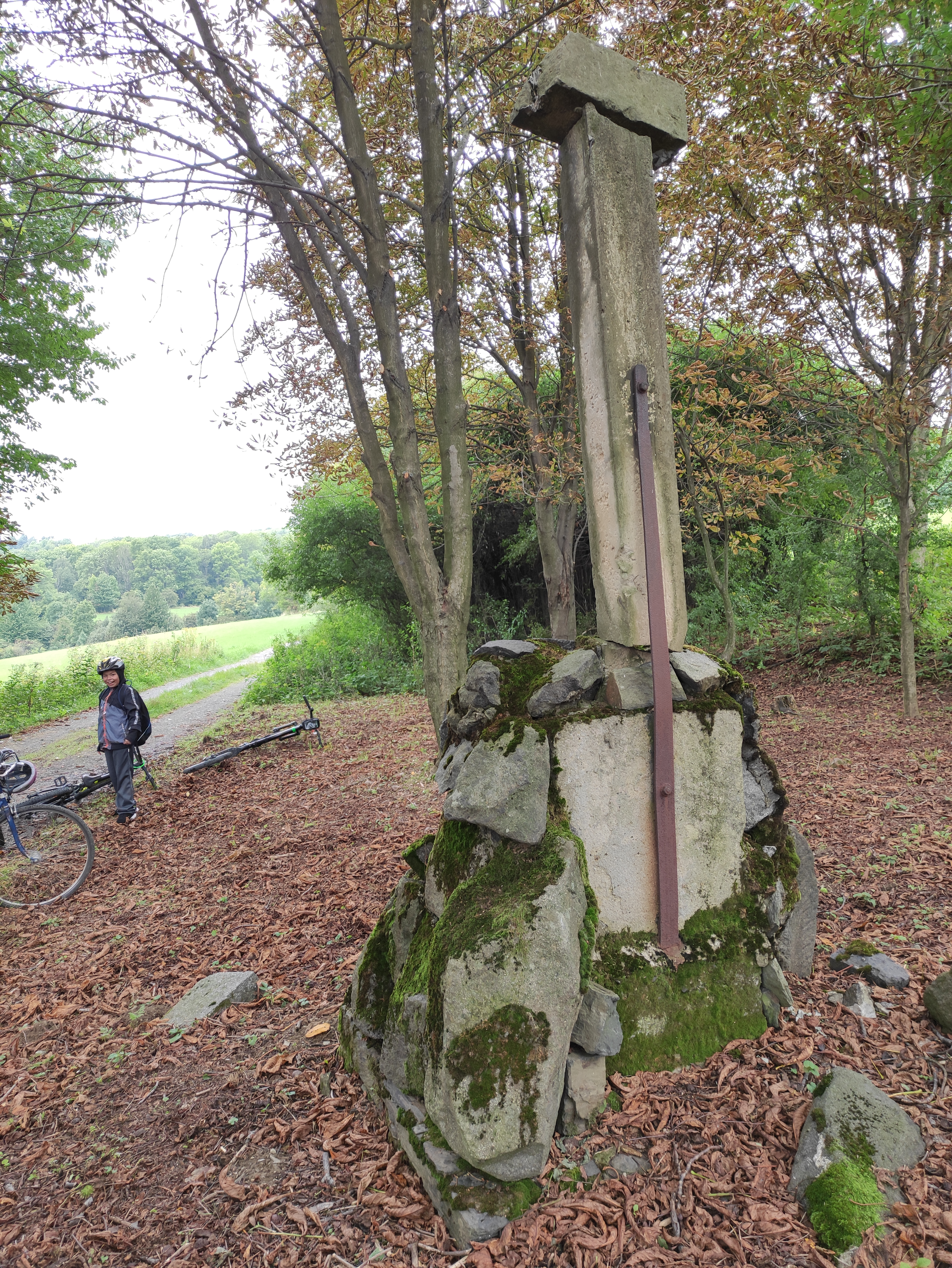
Zadní strana torza kříže
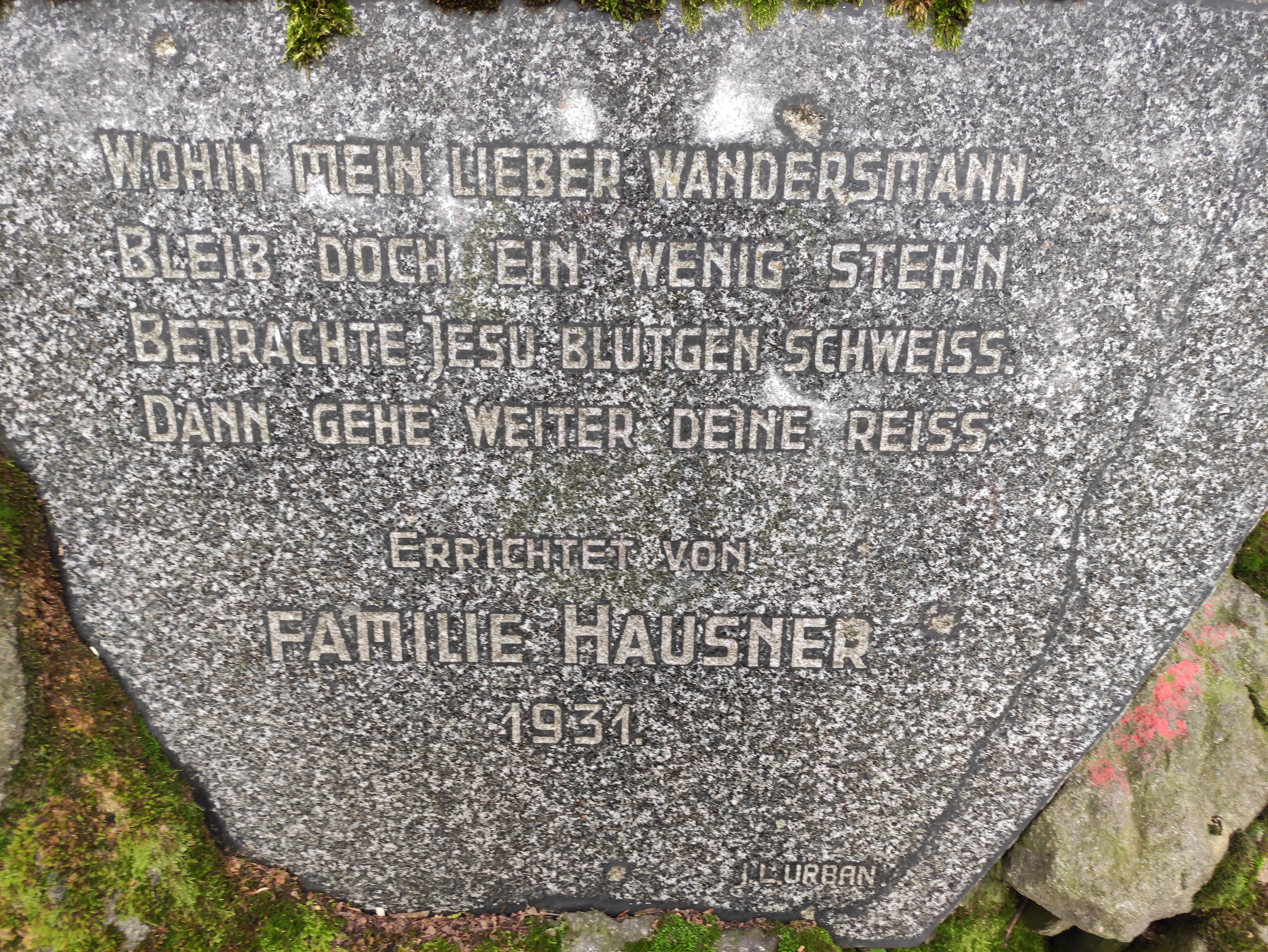
Německý nápis na podstavci torza kříže